# Macrocera funerea
Macrocera funerea är en tvåvingeart som beskrevs av Freeman 1951. Macrocera funerea ingår i släktet Macrocera och familjen platthornsmyggor. Inga underarter finns listade i Catalogue of Life.